# Lynda Benglis
Lynda Benglis (Lake Charles, 25 de outubro de 1941) é uma escultora e artista visual estadunidense conhecida especialmente por suas pinturas de cera e suas esculturas de látex derramado. Atualmente, ela vive entre as cidades de Nova York, Santa Fé e Ahmedabad, na Índia.

## Exposição
- 2016: "Benglis and the Baroque", Thomas Brambilla gallery, Bergamo, Italy.
- 2016: Lynda Benglis: Cuerpos, Materia y Alma, Museo International del Barroco, Puebla, Mexico.
- 2016: Lynda Benglis: Primary Structures (Paula's Props), PRAXIS at Bergen Assembly 2016 , KODE Art Museums of Bergen, Bergen Assembly, Bergen, Norway
- 2016: Lynda Benglis, Aspen Art Museum, Aspen, Colorado.
- 2015: Solo Show, Walker Art Center, Minnesota.
- 2015: Lynda Benglis: Water Sources, Storm King Art Center, New Windsor, New York.
- 2015: "Lynda Benglis," Hepworth Wakefield, 6 Feb - 1 July 2015, Wakefield, West Yorkshire, UK.
- 2014: Lynda Benglis, Cheim & Read, New York.
- 2014: Lynda Benglis: Planar Device, Thomas Dane, London, England.
- 2011: "1973-1974, Lynda Benglis/Robert Morris", gallery mfc-michèle didier, Paris.
- 2011: "Lynda Benglis" Museum of Contemporary Art, Los Angeles
- 2010: Lynda Benglis, Le Consortium, Dijon, France.
- 2009: Whitney Museum of American Art, New York City
- 2009: Lynda Benglis, Van Abbemuseum, Eindhoven ; traveled to the Irish Museum of Modern Art, Dublin ; Museum le Consortium, Dijon, France ; Museum of Art, Rhode Island School of Design, Providence ; New Museum, New York ; The Museum of Contemporary Art, Los Angeles, California ; Lynda Benglis, New Work, Cheim & Read, New York.
- 2007: "WACK! Art and the Feminist Revolution" Museum of Contemporary Art, Los Angeles, March 4-July 16, 2007.
- 1997: Portland Art Museum, Oregon
- 1993: Smithsonian American Art Museum, Washington D.C.
- Detroit Institute of Arts, Michigan
- Block Museum of Art at Northwestern University, Illinois
- Modern Art Museum of Fort Worth, Texas